# ワイルドライフ (漫画)
『ワイルドライフ』は、藤崎聖人の漫画、またそれを原作としたテレビドラマである。『週刊少年サンデー』2003年2号から2008年8号まで連載されていた。2006年、第51回小学館漫画賞少年部門受賞。2008年2月時点で累計発行部数は500万部を突破している。
2010年に派生作品「ワイルドライフ特別編 国境なき獣医師団R.E.D」が『GAKUMANplus』2010年7/8月号に掲載された。

## あらすじ
絶対音感をもつ獣医師、岩城鉄生が患畜の消えかかっている命を救っていく物語。REDから腐敗しきった盟央大に夜間診療のため勤務医として入り、日々戦い続けている。そして持ち前の熱意で多くの患畜の命を救い、盟央大に染まった人たちの心も少しずつ変えてきている。

## 登場人物
声の記述はドラマCDの声優。

### 主要人物
岩城 鉄生（いわしろ てっしょう）
声 - 小野坂昌也
3月21日生まれ。血液型O型。
主人公。備わっていた絶対音感と、熱い心をもつ若き獣医師。三流大学（本人曰く、五流大）である馬鹿（うまか）大学を卒業し、R.E.D.の医局第2科「WILD LIFE」という野生生物専門の科にて勤務する。後に盟央大へ移って以降多くの患畜の命を救い、盟央大の人の心を変えていく。
当初は獣医大を卒業したのかと周りから疑われるほど知識不足で勉強も嫌いだったが、患畜を救いたいという思いから並々ならぬ努力をし、次第に知識を蓄えて逞しく成長。盟央大編では逆に患畜の負担が少ない治療法を教える立場となる。
性格は鈍感かつポジティブ。細かいことは気にしない上、動物に対してのネーミングセンスは欠片も無く、動物の種類の名前にする（後述を参考）。キレやすく、他人の辛辣な言動に挑発され易い。幽霊の類が苦手。特技は大食いで、趣味はツーリング。特徴は金髪染毛、ピアス、ゴーグル、ウォレットチェーン。一人称は「俺」。数々の女性（特に宝生）から好意を向けられているが、持ち前の鈍さから彼女らの想いに気づかない。
同じ『週刊少年サンデー』連載の漫画『焼きたて!!ジャぱん』のアニメ版に何度か登場し後に原作にも登場、そちらでは人の治療もする。『焼きたて!!ジャぱん』のアニメ版での声優は板倉光隆／檜山修之。
犬（いぬ）
声 - 斎藤千和
6月25日生まれ（鉄生と出会った日）。血液型D1D2型。
鉄生が飼っている犬で名前も「犬」。鉄生が獣医を志す切っ掛けとなった存在で、野良犬だったころにエアガンの的にされていたところを鉄生に救われ、心臓に疾患があることでその不調を鉄生にいち早く察知されたことで手術によって命を救われる。以降は鉄生と行動を共にする。
看護犬の素質があり、鉄生の重要な相棒にして突っ込み役。突っ込みをするときは看板を使う。実は飼い主である鉄生よりも賢い。生まれつき心臓が弱く、作中で2度の手術を行っている。
陵刀 司（りょうとう つかさ）
声 - 石田彰
1960年8月6日生まれ。血液型OK（a-）型。
準主人公。R.E.D二科「WILD LIFE」の主任であり、豊富な知識と経験で鉄生を指導・サポートする。後に獣医大改革のため、鉄生と共にR.E.D.から盟央大に移籍し、教授となる。一人称は「僕」。元は幼少期をアメリカで過ごし、22歳の時点で獣医師免許と医師免許の両方を持っていた天才中の天才。
獣医学の権威・陵刀遣威の息子であり、幼少のころから父に付いて回り様々な患畜・症例を見てきたことで、患畜を見ただけで症例を見抜く「絶対眼力」を会得している。手術の腕前も人間離れしているが、終盤の鉄生には全てを超えられたかのような発言をしている。
超人的能力の一方で、その性格は院長の澄弘をも困らせる極度の変人。父も認める生粋の怠け者で、常に飄々とした態度で周囲を煙に巻きつつ、仕事をサボり（主に鉄生に押し付けて）漫画やエロ本を読み耽っているシーンが非常に多い。更には縛りプレイが好きなサディストかつ両刀で、鉄生を獣医師としても男としても大変気に入り常に狙っている。清々しいくらい無茶苦茶な性格に加え、目的のためには手段を選ばない腹黒い面もあり、仕事のサボりが外に漏れないように犬を脅迫したり、利休や大学の生徒を洗脳するなど、みかからは「日本一恐ろしい獣医」と思われている。一方で患畜・患者に対しては常に真摯で、態度とは裏腹に一度取り掛かった仕事は真面目にこなす。理想主義的で暴走しがちな鉄生とは対照的な現実主義者であるため、対立したり現実を突きつけ諭す事もあるが、あくまで患畜や鉄生を心配しての事であり、治療に成功した際は素直に喜んでいる。逆に怠慢や政治的な都合で患畜・患者に不利益を与える人間には容赦無くもの申したり、罠に嵌める冷酷な一面もある。
外見からは鉄生と同年代にしか見えないが、実は44歳（第8巻時点）。20年経過しても全く老いる事のないその外見の秘密には謎が多い。肌に関しては本人曰く「自分がエロスだから」らしい。
瀬能 みか（せのう みか）
声 - 堀江由衣
5月13日生まれ。血液型B型。
永田似園出身のR.E.D.の獣看護士。普段はオレンジ髪をシニヨンにしている。当初は鉄生と同じ新米としてR.E.D.に携わる。常識人であり、突飛な発想が多い鉄生をサポートし、共に患畜たちの命を救ってきた。優しい心の持ち主で、少し弱気。鉄生の事を基本的には馬鹿だと思いながらも、患畜への情熱に心を動かされ密かに慕っている。鉄生と司が盟央大に移籍してからは出番が大きく減少したが、24巻で彼女もまた盟央大に移籍してきた。紗戸音からは鉄生に付き従う美人看護師として一方的に恋のライバル視されている。
スリーサイズは、B90・W60・H90。

### R.E.D.（レッド）
日本で唯一、動物専用の救急車を所有している獣医病院。
高宮 澄弘（たかみや すみひろ）
声 - 中田譲治
11月3日生まれ。血液型A型。
R.E.D.の院長。素性には未だ不明点が多い。独身。ハンドパワー（?）を使い、気が立って暴れている虎を大人しくさせたことがあるR.E.D.最強の男。遣威の教え子の一人。隆一は学生時代からの友人。
鞍智 久孝（くらち ひさたか）
声 - 神谷浩史
9月15日生まれ。血液型A型。
鉄生とほぼ同期。大学院出のエリートであり、登場初期は非常識な鉄生のライバル的存在として対立する事が多かった。プライドが高く自分の常識では考えられない鉄生の破天荒な治療方式が成果を出す事に劣等感を抱いていたが、オーストラリアやイラクなどで様々な経験を積んで大きく成長した。再登場した際は外見も筋肉質な体格に変化し、苦労により髪も白くなった。
美坂 洋平（みさか ようへい）
声 - 小山力也
司の後輩で、元R.E.D No.1の手術の天才。一人息子を亡くしたことをきっかけにアルコール使用障害となったが、鉄生や澄弘の説得で復帰。復帰後も手術の腕は健在で現R.E.D.のNo.1。鉄生と鞍智に猛特訓を課し、二人の技術を大きく成長させる。司が盟央大に移籍した後、跡を継いでR.E.Dの主任となる。
木々樹 リン（ききき りん）
間違っても樹木希林ではない。
日本人（父親）とカナダ人（母親）との間に生まれたハーフの樹木医。樹木と会話する能力を持つ。普段は大人しいが、母親が殺された事のトラウマにより、木々が害を受けている状態を見ると暴走する。鉄生の活躍により、二度と暴れないと約束した。語尾はカタカナ（「 - デス」等）。

### 永田似園（ながたにえん）
R.E.D.の敷地外（隣）に建てられている身寄りのない子や家庭に事情のある子供達のための養護施設（R.E.D.が資金の援助している）。0歳から高校生までの入居者がいる。R.E.D.の獣医として働くための試験会場でもある。みかも元園児の子供であった。鉄生はよく大士やなっちゃんと遊び付き合っている。
永田 利休（ながた りきゅう）
声 - 青野武
R.E.D.のオーナー兼永田似園の園長。資産家であり、患畜のために寝る間も惜しんで働く澄弘の想いに共鳴し資金の援助を申し出た事が契機となってR.E.D.が設立された。常識的で厳しい性格だが、自分以上に園児に好かれる鉄生に意地悪するなど子供っぽい一面もある。しかし、司の幾度にもわたる洗脳によって性格が何度も変化し、時にはストリートファッションでスケボーに腹乗りするなど当初の姿は見る影もない。
大士（たいし）
永田似園の園児。苗字は今のところ不明。鉄生に対して態度や言動は悪いが、根はとても素直で優しい。
若葉 なつき（わかば なつき）
永田似園の園児。愛称「なっちゃん」。当初は大士に一目惚れしている照れ隠しから誰とも遊ばなかったが、鉄生の励ましにより明るい女の子として、現在大士と付き合っている模様。
伊藤 静也（いとう しずや）
永田似園の園児。すみこを気にかけていた。
色須 すみこ（しきす すみこ）
永田似園に入園した女の子。出産と同時に母を亡くし、父に甘やかされて育ったため偏食。そのせいで鉄欠乏症（異食症）を患っていた。性格はわがまま。

### 盟央大（めいおうだい）
観月 和香（みづき わか）
盟央大の研修医。初めは盟央大の方針で患畜を救いたい心を押し殺していたが、鉄生の熱意によって変化。盟央大における鉄生の最初の理解者となる。和歌山県出身。
和賀 真二（わが しんじ）
盟央大獣医学部4年生。広島出身で、一人称は「ワシ」。見た目はリーゼント頭の不良（極道）的な外見に反して優秀で、成績は5番以内に入るほどの優等生である様子。鉄生を兄のように慕っている。
為田 民生（ためだ たみお）
和賀の級友。和賀同様に鉄生を慕う。気弱で成績が悪く、手先や臨床が不器用な一件で、以前は自殺を図るほど暗い性格だったが、鉄生と出会えたおかげで少しずつ前向きに明るくなる。その結果、最近は人気者で、モテる。鉄生同様の金髪であり、地毛と思われる。
平波 零（へいなみ れい）
盟央大の第一外科学部長。始めは鉄生を嫌っていたが、犬の手術の共同作業によって鉄生の存在を認める。昔は心臓外科医を目指していたが、獣医学部にしか合格できず断念した。その名残か手術の腕前は鉄生も驚くほど高い。
安座間 隆一（あざま りょういち）
盟央大の学長で、付属病院の病院長。腐った盟央大を変えるべく奮闘するが、立場上ヘタに身動きができない状態。原渡とは何らかの関係がある模様。
黒木 結子（くろき ゆうこ）
盟央大の助教授。鉄生と共に夜間診療を担当している。平波学部長の論文の、代筆者。シングルマザーで娘（理緒）がいる。当初は平波と共謀し論文のために鉄生を利用するつもりだったが、娘を通じて鉄生を理解し協力するようになる。名前は女優の黒木瞳と竹内結子から。
鉢辺教授（はちべきょうじゅ）
盟央大の第三外科の教授。別名「うっかり鉢辺」という盟央大で最も腕の悪い教授。盟央大創始者の孫で、現理事長の息子。ペットのオウム「ミツクニ」を飼っている。結子に惚れている。実はオタク。
八尋 巧/死領 巧（やひろ たくみ/しりょう　たくみ）
新たに盟央大の勤務医として来た謎の青年。青い髪。アメリカに勤務していたが、夜間診療のため日本へ帰国。原渡の異母弟であるが密かに反目しており、兄を倒すべく鉄生に接近する。後に長期休暇の名目で姿を消すが、終盤で兄の追撃を逃れるために自らの死を偽装。鉄生たちと接触し、兄との全面対決に挑む。

### その他の関係者
宝生 紗戸音（ほうしょう さとね）
声 - 白石涼子
2月24日生まれ。A型。
鉄生とは小さい頃からの幼馴染。当初は鉄生に対して強気だったが、犬のことがあって以来、鉄生を見直し惚れている。何度アプローチをかけても、肝心の鉄生には全く効果がない。現在、航空会社（NANA）で客室乗務員として働いており、飛行機の中で度々鉄生と出会う。少々妄想癖があるが、瀬能に対するコンプレックスもあり、どんな想像をしても殆どネガティヴへと落ちる。彼女の妄想から治療の糸口が見つかるなど、意外な活躍を見せる時も。スリーサイズはB80・W58・H86。
小竹 佳世子（しの かよこ）
宝生の同僚。獣医大卒で獣医師免許があるが、本人曰く血を見るのが苦手な為、客室乗務員に転身。超強気な性格で、宝生の鉄生に対する想いにウジウジしたところが嫌いで、それでもアドバイスをし応援している。好みの男性は司のような男前（?）らしい。
矢納 龍二（やのう りゅうじ）
鉄生や宝生の親友。本牧南署（ほんもくみなみしょ）の刑事。動物に関する事件で鉄生やR.E.D.を頼ることが多い。高校時代（原作一巻）から今の所、サングラスで登場しているため、素顔は不明。
死領 原渡（しりょう げんと）
本作のラスボスとも言うべきキャラクター。ペットショップから動物病院、果ては密猟にまで手を伸ばす悪名高い死領グループの総帥。獣医師であると同時に凄腕の狩人ハンターでもある。長いブレイズヘアにバンダナがトレードマーク。常に不気味な笑みを浮かべ、全身のタトゥーやアクセサリーが目立つ派手な男。司とは以前から因縁があるらしい。極悪非道で純粋に殺しが好き。本人も治すよりも殺す方が好きと公言して憚らず、動物を殺す際もなるべく急所を外して苦しむ姿を見るのが好きな真性の鬼畜。
陵刀 遣威（りょうとう けんい）
12月8日生まれ。血液型OK（a-）型。
司の父。帝都大の名誉教授で、獣医学会全体に絶大な権力を持つ。若々しい外見の反面、実は年金を貰える年齢の模様。裕福な家に育ったが、戦災で親友だったゾウを亡くした過去を持ち、戦争を強く憎む。世界的名獣医であり、膨大な経験により司の「絶対眼力」を上回る「超絶対眼力」を持つ。
陵刀 七香（りょうとう なのか）
司の祖母。7巻の写真や10巻辺りに彼女の素顔は見られるが、基本的には15巻から初登場。見た目は女子高生のような容姿で、実は100歳。
賀集 真吾（かしゅう しんご）
声 - 速水奨
7月20日生まれ。AB型。
獣医。鉄生の熱意に触れ、病気になった"犬"を無償で治療した。これがきっかけとなり、鉄生は獣医師を目指す事になる。現在はオーストラリア在住。物語のキーマンだが第1話以降は本編での出番が無く、鉄生と再会する事はなかった。ただし最終巻のオマケで再会したシーンが描かれている。
鰯屋（いわしや）
鉄生の親友。横浜の美容師。左右の上腕に入れ墨あり。
山黒（やまぐろ）
鉄生の親友。不動産屋。ほぼ無口。
バルボア
UNDP（国連開発計画）の職員。北極の生態系を守っている。鉄生による呼称は「ロッキー」。
西沢 悟（にしざわ さとる）
水族館「小田原マリーンワールド」のペンギン飼育員。
平波 沙々恵（へいなみ ささえ）
零の娘。父との仲は良くない。鉄生に一目惚れした。
平波 船世（へいなみ ふなよ）
零の妻。
黒木 理緒（くろき りお）
結子の娘。愛犬・サクラがいる。
下山 健人（しもやま けんと）
山川水族館飼育員セイウチ担当。
隅沢 克之（すみさわ かつゆき）
山川水族館飼育員海水魚コーナー担当。
和賀 真一（わが しんいち）
真二の兄で和賀水産（実家）の東京支社長。鉄生曰く「ヤーさん」で外見は極道的。
三黒 昴（みくろ すばる）
民生の従兄妹（いとこ）。愛犬・カービィを飼う。

### ゆかいな動物達
クマ
鉄生が北極に行った時に、母熊と離れ離れになった突然変異の白熊の子供。「クマ」と鉄生が名付ける。
シシオ
インドに行った際に犬に懐いたシシオサル。今回も「サル」と名づけられそうになったが、みかの突っ込みにより「シシオ」となった。

## 書誌情報
- 藤崎聖人 『ワイルドライフ』 小学館〈少年サンデーコミックス〉、全27巻
  1. 2003年4月18日、ISBN 4-09-126421-2
  2. 2003年6月18日、ISBN 4-09-126422-0
  3. 2003年8月8日、ISBN 4-09-126423-9
  4. 2003年11月18日、ISBN 4-09-126424-7
  5. 2004年1月17日、ISBN 4-09-126425-5
  6. 2004年3月18日、ISBN 4-09-126426-3
  7. 2004年5月18日、ISBN 4-09-126427-1
  8. 2004年9月17日、ISBN 4-09-126428-X
  9. 2004年10月18日、ISBN 4-09-126429-8
  10. 2004年12月17日、ISBN 4-09-126430-1
  11. 2005年2月18日、ISBN 4-09-127191-X
  12. 2005年5月18日、ISBN 4-09-127192-8
  13. 2005年7月15日、ISBN 4-09-127193-6
  14. 2005年9月16日、ISBN 4-09-127194-4
  15. 2005年12月15日、ISBN 4-09-127195-2
  16. 2006年1月18日、ISBN 4-09-120049-4
  17. 2006年4月18日、ISBN 4-09-120347-7
  18. 2006年6月16日、ISBN 4-09-120438-4
  19. 2006年9月15日、ISBN 4-09-120626-3
  20. 2006年12月16日、ISBN 4-09-120700-6
  21. 2007年2月16日、ISBN 978-4-09-121009-8
  22. 2007年5月18日、ISBN 978-4-09-121060-9
  23. 2007年8月10日、ISBN 978-4-09-121164-4
  24. 2007年11月16日、ISBN 978-4-09-121209-2
  25. 2008年3月18日、ISBN 978-4-09-121299-3
  26. 2008年4月18日、ISBN 978-4-09-121384-6
  27. 2008年6月18日、ISBN 978-4-09-121409-6

## ドラマCD
- ドラマCD「ワイルドライフ」Vol.1 2006年7月21日発売
- ドラマCD「ワイルドライフ」Vol.2 2006年9月22日発売

## テレビドラマ
テレビドラマ版は『ワイルドライフ〜国境なき獣医師団R.E.D.〜』のタイトルで、2008年3月24日 23:05 - 24:35、25日22:30 - 24:00 (JST) にNHK BS hi及び、7月31日 19:30 - 20:43、8月1日22:45 - 23:58 (JST) にNHK総合で放送された。
当初は全3話を予定していたが、秋田県の秋田市大森山動物園での撮影に使用したキリン母子が撮影から数日後にストレスが原因の衰弱で相次いで死ぬという事態となり、このエピソードの制作は中止となった。キリンの急死と撮影の直接の因果関係の有無は不明。

### キャスト
- 岩城鉄生：市原隼人
- 陵刀司：玉山鉄二
- 劉美香（瀬能みか）：仲里依紗
- 美坂洋平：吹越満
- 高宮澄弘：柄本明

### スタッフ
- 原作：藤崎聖人
- 原案協力：林正人、冠茂
- 原作企画協力：木村恵之
- 脚本：山田太郎、川島透（第1話）、まなべゆきこ（第2話）
- 監督：川島透（第1話）、塙幸成（第2話）
- 主題歌：PINC INC「デンジャラス・ラブ」（GIZA studio）

### サブタイトル
| 各話                                           | 放送日        | サブタイトル    | 視聴率 |
| ---------------------------------------------- | ------------- | --------------- | ------ |
| 第1話                                          | 2008年7月31日 | 熱血獣医師誕生! | 6.1%   |
| 第2話                                          | 2008年8月1日  | パンダの涙      | 3.8%   |
| 平均視聴率5.0%（ビデオリサーチ調べ・関東地区） |               |                 |        |